# Наваз, Асиф
Асиф Наваз (англ. Asif Nawaz; 3 января 1937 — 8 января 1993) — генерал пакистанских вооружённых сил, занимал должность командующего сухопутными войсками Пакистана с 17 августа 1991 по 8 января 1993 года.

## Биография
31 марта 1957 году закончил Королевскую военную академию в Сандхерсте, британское военное высшее учебное заведение в городе Сандхерст, графство Беркшир, Англия. Принимал участие во Второй индо-пакистанской войне и Третьей индо-пакистанской войне в составе мотострелковых подразделений пакистанской армии. Дослужился до звания генерала, занимал должность командующего сухопутными войсками (1991—1993). 8 января 1993 года скончался от инфаркта в городе Равалпинди.